# Eusébio Oscar Scheid
Eusébio Oscar Scheid, né à Luzerna, anciennement Joaçaba le 8 décembre 1932 et mort le 13 janvier 2021, est un cardinal brésilien, archevêque de Rio de Janeiro entre 2001 et 2009.

## Biographie

### Formation
Eusébio Oscar Scheid est titulaire d'un doctorat en théologie avec une spécialisation en christologie.

### Prêtre
Il est ordonné prêtre le 3 juillet 1960 pour la Congrégation des prêtres du Sacré-cœur (S.C.I).
Jusqu'à son ordination épiscopale, il est enseignant en théologie dogmatique et en liturgie.

### Évêque
Nommé évêque de São José dos Campos (Brésil) le 11 février 1981, il est consacré le 1er mai suivant.
Le 23 janvier 1991, il est nommé archevêque de Florianópolis, puis, le 25 juillet 2001 archevêque de São Sebastião do Rio de Janeiro.
Il en est le dix-septième évêque, mais également le sixième archevêque et le cinquième cardinal.
De plus, depuis le 3 octobre 2001, il est évêque du Brésil pour les rites orientaux.
Il se retire de ses fonctions d'archevêque de São Sebastião do Rio de Janeiro le 27 février 2009, à l'âge de 76 ans.

### Cardinal
Il est créé cardinal par Jean-Paul II lors du consistoire du 21 octobre 2003 avec le titre de cardinal-prêtre de Saints-Boniface-et-Alexis (Ss. Bonifacio ed Alessio). 
Au sein de la curie romaine, il est membre du Conseil pontifical pour les communications sociales et de la Commission pontificale pour l'Amérique latine.
Il participe au conclave de 2005 qui voit l'élection de Benoît XVI, mais ayant atteint la limite d'âge le 8 décembre 2012, il ne peut pas prendre part aux votes du conclave de 2013 qui voit l'élection de François.
Il est testé positif au COVID-19 et est admis à l'hôpital de São José dos Campos le 12 janvier 2021 avec un cas possible de pneumonie. Il meurt le lendemain à l'âge de 88 ans.